# Шимків Катерина Володимирівна
Катерина Володимирівна Шимків (нар. 25 липня 1992, м. Чортків) — українська співачка, працює у жанрі поп-музика. Заслужений артист естрадного мистецтва України. Випустила п'ять альбомів: «Я твоя — Дністрянка» (2010), «Чекаю тебе» (2011), «Лебідко-мамо», «Знову до тебе» (2015), «Ти не відпускай» (2017).

## Життєпис
Із раннього віку виявляла музичні, вокальні й сценічні здібності. У шість років почала навчатися у Чортківській гімназії ім. Шашкевича, відвідувала Чортківську музичну школу по класу вокал. Із 2008 року навчалася у Тернопільському музичному училищі ім. Крушельницької, де вивчала академічну манеру співу та гру на фортепіано. 2011-го — студентка Київського педагогічного університету. Здобула освіту бакалавр музичного мистецтва (клас доцента кафедри теорії та методики постановки голосу).
Представляла Україну у Польщі на фестивалі «50 років співпраці чотирьох країн» (2011, Завадське).
2013 — закінчила КНУКіМ (магістр музичного мистецтва). Солістка творчої спілки «Асоціації діячів естрадного мистецтва України».
2013 — виступала в півфіналі національного конкурсу Євробачення із піснею «Не кажи» (слова і музика П. Доскоча).
2015 — разом із Павлом Доскочем взяла участь у святковому концерті до Дня матері в Чикаго (США) та презентувала альбоми «Лебідко-мамо», «Знову до тебе» у Пассейку.
Навесні та влітку 2016 року із концертною програмою побувала в зоні АТО (Слов'янськ, Артемівськ, Попасна, Волноваха, Маріуполь). 
Живе у Чорткові, одружена.

## Творчість
- 2010 — Перший альбом «Я твоя — Дністрянка» з 13 різножанрових пісень. Автором слів та музики є композитор, поет-пісняр та співак Павло Доскоч.
- 2011 року вийшов другий альбом «Чекаю тебе».
- 2015 — два альбоми «Лебідко мамо», «Знову до тебе»[3].
- 2017 — альбом «Ти не відпускай».

## Нагороди та відзнаки
- Грамота Тернопільської облдержадміністрації за активну концертну діяльність, значний особистий внесок в організацію культурно-просвітницьких заходів в музичному училищі та місті (2011)
- Диплом за участь у XXIV Всеукраїнському фестивалі сучасної естрадної пісні «Пісенний вернісаж-2011»
- Диплом лауреата Всеукраїнського конкурсу пісні «Рідна мати моя» (2012, Обухів)
- Диплом лауреата третьої премії першого Міжнародного пісенного фестивалю «Від Черемоша до Прута» (2012, Новоселиця)
- Диплом Міжнародного телерадіофестивалю «Прем'єра пісні» за виконання кращої пісні 2011 року
- Диплом за участь у V Всеукраїнському фестивалі національної вишиванки та костюма «Цвіт вишиванки» (2012, Тернопіль)
- Диплом за участь у Всеукраїнському молодіжному мистецькому фестивалі «Молодіжна ейфорія» (2012, Талалаївка)
- Диплом лауреата третьої премії ХІІІ Всеукраїнського фестивалю сучасного романсу «Осіннє рандеву»-2013 92013, Миргород)
- Диплом ХІІІ Міжнародного телерадіофестивалю «Прем'єра пісні» за виконання кращої пісні 2011 року (2012, Київ)
- Диплом лауреата третьої премії Міжнародного пісенного фестивалю «Доля» (2013, Київ)
- Диплом лауреата Всеукраїнського конкурсу пісні «Рідна мати моя» (2014, Обухів)
- Диплом лауреата третьої премії Міжнародного пісенного фестивалю «Доля» (2014, Київ)
- Диплом XIV Міжнародного телерадіофестивалю «Прем'єра пісні» за виконання кращої пісні 2013 року (2014, Київ)
- Диплом лауреата Всеукраїнського конкурсу пісні «Рідна мати моя» (2015, Обухів)
- Диплом за важливий внесок за розвиток та популяризацію української національно-патріотичної пісні, за участь в обласному фестивалі мистецтв «Червона калина», присвяченого 73-ій річниці Української Повстанської Армії, Дню Захисника України та Покрови Пресвятої Богородиці (2015, Чортків)
- Пам'ятна медаль «Чарівна сила України» за підняття духу військовослужбовців в зоні АТО
- Музична премія відкриття року Всеукраїнського пісенного фестивалю «Шлягер року» (2015, Київ)
- Подяка за участь у святковому концерті, присвяченому Дню матері (2015, Чикаго)
- Диплом лауреата Міжнародного пісенного фестивалю «Доля» (2015, Київ)
- Подяка Національної Гвардії України за значний внесок у культурний розвиток військовослужбовців Національної Гвардії України (2016, Київ)
- Диплом лауреата Всеукраїнського конкурсу пісні «Рідна мати моя» (2017, Обухів)
- Подяка за сприяння у проведенні Всеукраїнського фестивалю лемківської культури «Дзвони Лемківщини» та збереження української спадщини лемків (2015, 2017, м. Монастириська)
- Диплом переможця музичної премії Міжнародного фестивалю «Шлягер року» (2017, Київ)

## Дискографія
| Альбоми - «Я твоя — Дністрянка» (2010) 1. «Я твоя — Дністрянка» (муз. і сл. П.Доскоч) 2. «Прийшла весна» (муз. і сл. П.Доскоч) 3. «Дорога додому» (муз. і сл. П.Доскоч) 4. «Яблука падають» (муз. і сл. П.Доскоч) 5. «Скажи чому» (муз. і сл. П.Доскоч) 6. «Вечірній блюз» (муз. і сл. П.Доскоч) 7. «Рок-н-рол» (муз. і сл. П.Доскоч) 8. «Ой цигане» (муз. і сл. П.Доскоч) 9. «А може то любов» (муз. і сл. П.Доскоч) 10. «Новий день» (муз. і сл. П.Доскоч) 11. «Моя пісня» (муз. і сл. П.Доскоч) 12. «Повірю в казку» (муз. і сл. П.Доскоч) 13. «Білі заметілі» (муз. і сл. П.Доскоч) | - «Чекаю тебе» (2011) 1. «Украдене літо» (муз. і сл. П.Доскоч) 2. «Чекаю тебе» (муз. і сл. П.Доскоч) 3. «На Івана, на Купала» (муз. і сл. П.Доскоч) 4. «Скажи, чому» (муз. і сл. П.Доскоч) 5. «Красуня-зима» (муз. і сл. П.Доскоч) 6. «Різдвяна» (муз.і сл. П.Доскоч) 7. «Бажаю Вам…» (муз. і сл. М.Гандзола) 8. «Я твоя — Дністрянка» (муз. і сл. П.Доскоч) 9. «Дощ іде» (муз. і сл. П.Доскоч) 10. «Моя пісня» (муз. і сл. П.Доскоч) 11. «Прийшла весна» (муз. і сл. П.Доскоч) 12. «Яблука падають» (муз. і сл. П.Доскоч) 13. «Про Україну» (муз. і сл. П.Доскоч) | - «Лебідко-мамо» (2015) 1. «Лише про тебе» (муз. П.Мрежук, сл. К.Шимків) 2. «Лебідко-мамо» (муз. П.Мрежук, сл. С.Суворова) 3. «Босоноге літо» (муз. П.Мрежук, сл. С.Суворова) 4. «Вогонь в душі» (муз. П.Мрежук, сл. К.Шимків) 5. «Зорепад» (муз. М.Гаденко, сл. М.Сингаївський) 6. «Не кажи» (муз. і сл. П.Доскоч) 7. «Усміхнись» (муз. М.Гаденко, сл. Г.Дущак) 8. «Україночка» (муз. Г.Татарченко, сл. А.Демиденко) 9. «Українець, українка» (дует з П.Мрежуком. Муз. П.Мрежук, сл. С.Суворова) 10. «Waiting for you» (муз. П.Доскоч, сл. К.Шимків) | - «Знову до тебе» (2015) 1. «Знову до тебе» (муз. і сл. П.Доскоч) 2. «Веснянка» (муз. М.Мозговий, сл. А.Демиденко) 3. «Батькова сорочка» (муз. П.Дворський, сл. Г.Булах, В.Матвієнко) 4. «Не веди мене у гори» (муз., сл. С.Суворова) 5. «Бажання» (муз. П.Мрежук, сл. Р.Обшарська) 6. «Білі заметілі» (муз., сл. П.Доскоч) 7. «Сльоза в росі» (муз. і сл. М.Гаденко) 8. «Тільки ти» (муз. П.Мрежук, сл. К.Шимків) 9. «Помолись засинів» (муз. А.Лаврінчук, сл. С.Суворова) 10. «Збережи Україну» (муз. П.Мрежук, сл. С.Суворова) 11. «Українець, українка» (дует з П.Мрежуком. Муз. П.Мрежук, сл. С.Суворова) | - «Ти не відпускай» (2017) 1. «Думала» (муз. і сл. І.Юрковський) 2. «Накувала зозуля» (муз. і сл. І.Юрковський) 3. «Ой на горі, на високій» (українська народна пісня) 4. «Любощі» (муз. О.Злотник, сл. О.Вратарьов) 5. «Летіла пташка» (муз. О.Злотник, сл. В.Крищенко) 6. «Я любила» (муз. П.Мрежук, сл. К.Шимків) 7. «Ой ти місяцю» (українська народна пісня) 8. «Ти не відпускай» (муз, І.Юрковський, сл. О.Загурський) 9. «Як ти міг» (муз, сл. І.Юрковський) 10. «Білими смугами» (дует з І.Юрковським. Муз. і сл. І.Юрковського) 11. «Моє кохання» (муз. П.Мрежук, сл. К.Шимків) 12. «Шахтарочка» (муз. П.Мрежук, сл. С.Суворова) 13. «Яскравий май» (муз. П.Мрежук, сл. С.Суворова) 14. «Білими смугами» (муз., сл. І.Юрковський) 15. «Батьки» (муз., І.Юрковський, сл. К.Шимків) 16. «Чарівні Карпати» (муз., І.Юрковський, сл. К.Шимків) 17. «Кохаю» (муз., І.Юрковський, сл. К.Шимків) |

## Світлини

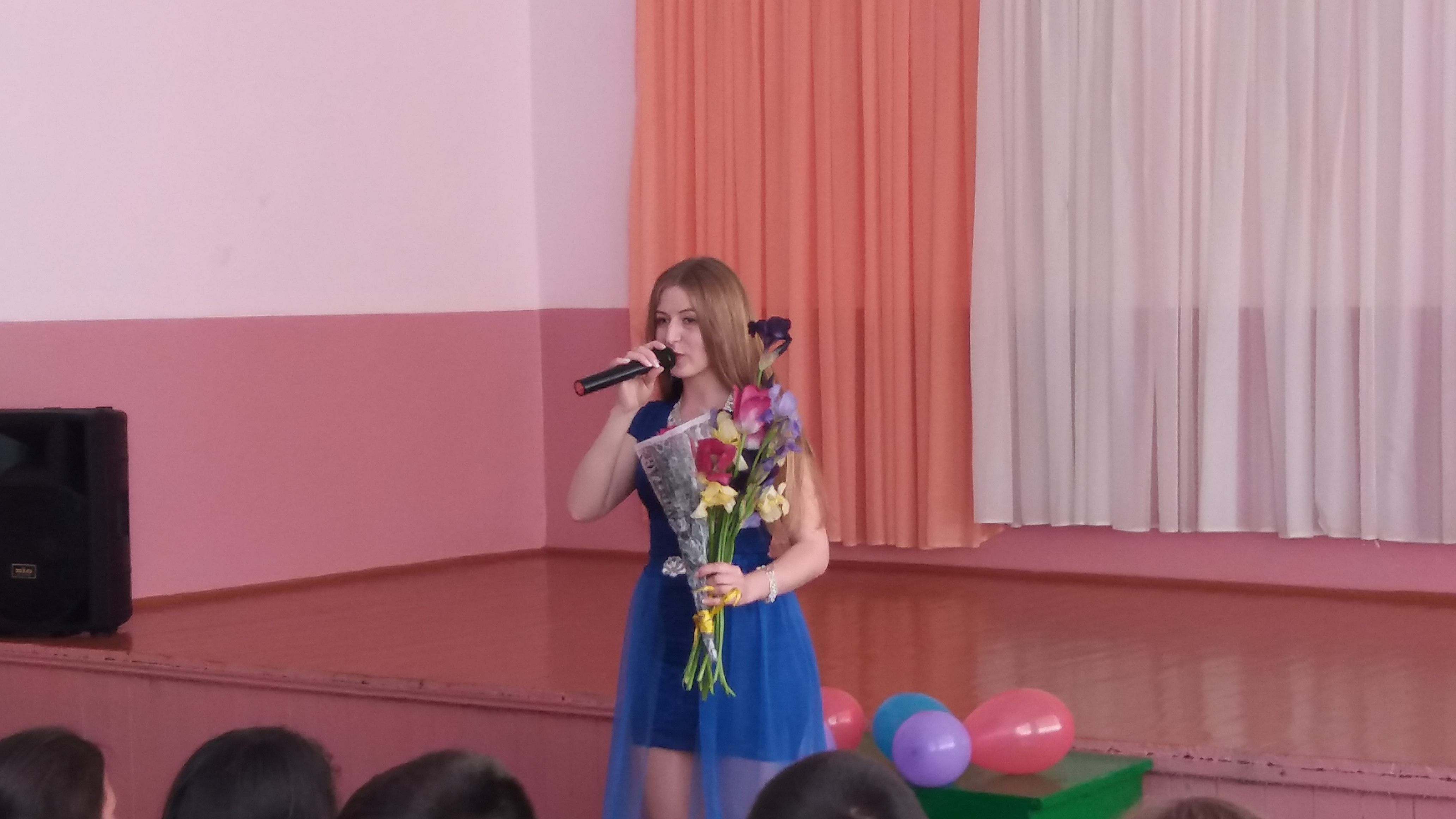
Концерт співачки у Колиндянській ЗОШ І-ІІІ ступенів
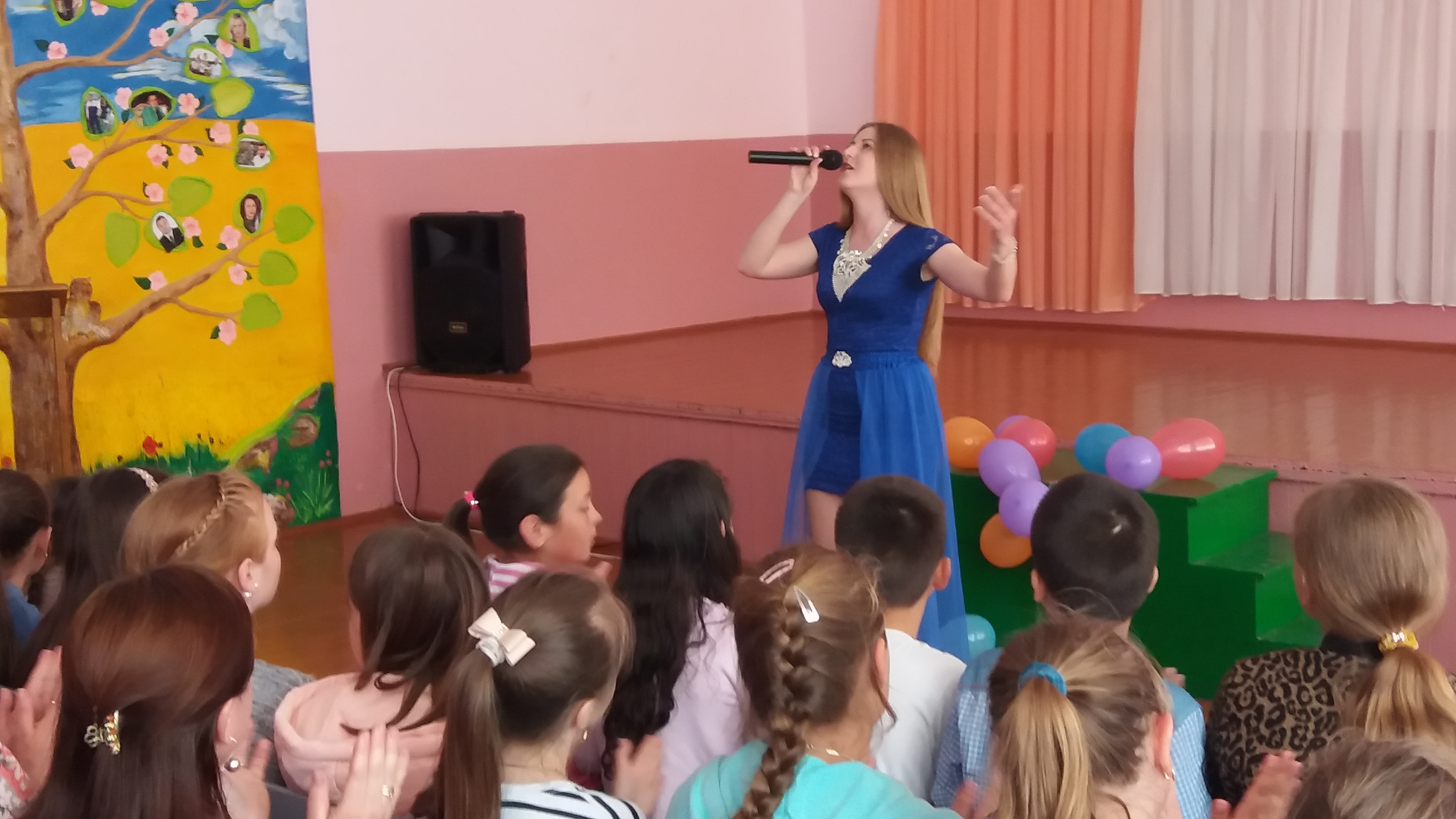
Катерина Шимків